# 左冷禪
左冷禪，金庸武俠小說《笑傲江湖》的反派角色之一。嵩山派掌門兼五嶽劍派盟主，乃書中所謂正教裡十位最強的好手之一。为金庸小说中武功绝顶的高手之一。

## 生平
左冷禪同時亦是整理「嵩山派十七路劍法」的大功臣，劍術高明不在掌法之下。有一統五嶽劍派、消滅日月神教以及成為武林霸主的野心；
為統一五嶽劍派，不惜派人對付或收買其餘四派：
- 对付衡山派，诉诸刘正风跟日月神教的曲洋来往，血洗刘正风一家为震慑手段；在五嶽併派大會上又以莫大擅殺「大嵩阳手」费彬一事，脅迫莫大不再反對併派計劃。
- 对付华山派，他安插勞德諾到華山派當臥底，更利用剑宗残余势力逼迫岳不羣让位未遂；之後在药王庙安排十几名好手围攻华山派众人，又派高手到福州企图从林平之和岳灵珊手中抢走記載著《辟邪剑谱》的袈裟，但都因令狐出手而未能得逞。
- 对付恒山派，他安排手下伪装日月神教教众围攻恆山三定，杀害了定静师太，但定闲和定逸因令狐冲等及时现身而得以脫險；之後又以五嶽劍派盟主的名義，派出高手企圖阻止令狐冲接任恒山派掌門，但因為方證大師、沖虛道長、日月神教教眾以及任盈盈等人在場而無法下手。
- 对付泰山派，以美女和金银珠宝贿赂玉玑子等比天门大一辈的元老，在五嶽併派大會上以言语挤兑天门退位，并暗中派了青海一枭以奇招杀害他。

在少林寺的三戰中，他被日月神教教主任我行點為「最不佩服的第一人」，被視為不折不扣的真小人，任我行更認為他在武學上毫無創見。在任我行等人前往少林寺救出任盈盈時曾與他比試，結果他使計讓任我行吸取其寒冰真氣而受重傷。
左冷禪意欲統一五嶽劍派，儘管其中泰山派掌門天門道人、衡山派掌門莫大和恆山派掌門令狐沖均反對併派，但他仍威逼利誘並招集五派以推動併派，之後於嵩山比武，但因他修練了華山派掌門岳不羣特地讓勞德諾盜走而偽造的辟邪劍法，最終不敵岳不羣使出真正的辟邪劍法而落敗，雙眼也被刺傷失明。此時任盈盈和恒山派众弟子已看出岳不群和東方不敗的武功是一路的，並根據跡證推測此前在少林寺遇刺身亡的定閒、定逸兩位師太是岳不群下手的。
之後左冷禪再次派遣勞德諾成功拉攏到習得辟邪劍法的林平之，而左冷禪依仗长年累月听风辩位的习惯及至失明之後有所長進，使其在華山思過崖石壁後洞的黑暗中对仗令狐冲时大占上风，但由于误削令狐冲所手持魔教十長老的枯骨使其亮起鬼火磷光，使令狐冲反敗為勝，最終左冷禪落敗而死。
他被認為是「真小人」的代表，與書中另一反派角色「偽君子」岳不羣常作對比。後記內金庸說在連載《笑傲江湖》時，東南亞都有連載，當時越南共和國國會甚至彼此稱對方是岳不羣（偽君子）、左冷禪（企圖建立霸權者），足見金庸在設計左冷禪角色時的定位。

## 武功
寒冰真氣
至陰至寒的內力。
寒冰神掌
是以「寒冰真氣」推動的冰寒澈骨的掌力。
大嵩陽神掌
大开大阔，气势非凡，掌力驚人。
快慢十七路
妙招纷着，层出不穷。
大陰陽手
一陰一陽，陰陽雙掌掌力同時著體，威力強大

## 親屬
- 兒子
  - 左飛英（第一版），能以馬鞭點穴
  - 左挺，人稱天外寒松